# Bhannine & Artousa
Bhannine & Artousa è un centro abitato e comune (municipalité) del Libano situato nel distretto di Minieh e Dinnieh, governatorato del Nord Libano.